# Novi Lazi (Słowenia)
Novi Lazi – wieś w Słowenii, w gminie Kočevje. W 2018 roku liczyła 134 mieszkańców.